# Comitetul de Ajutor și Salvare
Comitetul de Ajutor și Salvare sau Va'adat Ha-Ezrah ve-ha-Hatzalah fi-Budapesht (pe scurt Vaada; numele în ebraică ועדת העזרה וההצלה בבודפשט) a fost un comitet restrâns de sioniști cu sediul în Budapesta în 1944-1945, care i-a ajutat pe mulți evrei maghiari să scape de Holocaust în timpul ocupației germane din Ungaria. Comitetul este, de asemenea, cunoscut sub numele de Comitetul de Salvare și Asistență și Comitetul de Salvare din Budapesta.
Principalele personalități ale Vaada au fost dr. Ottó Komoly, președinte, Rudolf Kasztner, vice-președinte executiv și, de facto, liderul, Samuel Springmann, trezorier și Joel Brand, care a fost responsabil cu tijul, sau salvarea ilegală a evreilor. Alți membri au fost Hansi Brand (soția lui Joel Brand ); Moshe Krausz, Eugen Frankl (amândoi evrei ortodocși) și Ernst Szilagyi, din  aripa stânga a Hashomer Hatzair.